# آندرانو
آندرانو (به ایتالیایی: Andrano) یک کومونه در ایتالیا است که در استان لچه واقع شده‌است.

## خصوصیات
آندرانو ۱۵ کیلومترمربع مساحت و ۴٬۹۶۲ نفر جمعیت دارد و ۱۱۱ متر بالاتر از سطح دریا واقع شده‌است.